# Vellozia markgrafii
Vellozia markgrafii là một loài thực vật có hoa trong họ Velloziaceae. Loài này được Schulze-Menz miêu tả khoa học đầu tiên năm 1940.